# Cucina sammarinese
La cucina sammarinese è molto influenzata da quella italiana e soprattutto dalle varianti romagnola e marchigiana.

## Dolci
- La torta Titano è a base di cialde quadrate sovrapposte in cinque strati farcita con crema al cacao, caffè e nocciole rifinite col cioccolato fondente. Ha il riconoscimento del Marchio di origine e tipicità dei prodotti dell'Artigianato della Repubblica di San Marino.
- La torta Tre Monti, conosciuta anche come torta di San Marino[1], è un wafer[2] circolare del diametro di 20 centimetri, composto da cialde rotonde farcite con crema al cacao e nocciole sovrapposte in cinque strati e rifinite sul bordo della circonferenza con cioccolato fondente. È prodotto dal 1942 dall'azienda sammarinese La Serenissima di Domagnano, il dolce ha ottenuto il riconoscimento del Marchio di origine e tipicità dei prodotti dell'Artigianato della Repubblica di San Marino. Il nome deriva dalle Tre Torri di San Marino.

- La verretta è un dolce composto da nocciole, praline e pezzetti di wafer ricoperti di cioccolato. Prende il nome dalla freccia usata dai balestrieri, che sono un'antica tradizione sammarinese.
- Il cacciatello è un dessert a base di latte, zucchero e uova.
- Il bustrengo è un dolce natalizio preparato con miele, noci e frutta secca.
- La zuppa di ciliegie si serve sul pane bianco ed è una salsa di ciliegie e vino rosso dolce.[3]

## Vini
Le prime tracce della tradizione viticola sammarinese risalgono al medioevo. Fin dall'Ottocento i prodotti vinicoli sammarinesi hanno concorso alle maggiori esposizioni universali.La loro qualità è garantita dalle caratteristiche ambientali del versante pedecollinare e dalla conservazione in cantine ricavate nelle grotte della rocca. I vini tipici di San Marino sono tutti prodotti dal Consorzio Vini Tipici di San Marino con viti sangiovese, ribolla, moscato bianco, biancale, canino e cargarello.

### Moscati e passiti
- Moscato di San Marino, prodotto con uve moscato che non devono essere sotto l'85%.
- Moscato spumante di San Marino, prodotto con uve moscato che non devono essere sotto l'85%, il 15% può essere di uve bianche locali.
- Oro dei Goti, passito prodotto con uve moscato bianco messe ad appassire sulla vite o nel fruttaio.

### Vini rossi
- Sangiovese di San Marino
- Tessano di San Marino, prodotto con uve sangiovese minimo al 50% e per il resto da uve locali autorizzate.
- Brugneto di San Marino, prodotto con uve sangiovese minimo all'85%.
- Rosso dei castelli sammarinesi, realizzato solo con uve sangiovese.

### Vini bianchi
- Roncale di San Marino  prodotto con uve ribolla di San Marino al 50% e per il 50% da vini bianchi autorizzati nella repubblica.
- Caldese di San Marino, proveniente da uve chardonnay e ribolla.
- Biancale di San Marino, prodotto con uve biancale al minimo dell'85%, il resto di altre uve bianche locali.
- Bianco dei castelli sammarinesi, prodotto con uve biancale, canino ed altre uve bianche sammarinesi meno diffuse.
- Grilèt, prodotto con uve biancale, chardonnay e sangiovese vinificati in bianco.

### Spumanti
- Lo spumante brut Riserva Titano, prodotto con uve biancale, chardonnay e sangiovese vinificati in bianco.

## Distillati
- acquavite di uve moscato
- grappa di brugneto

## Liquori
I liquori tipici sono:
- il Mistrà, liquore all'anice tipico anche nelle Marche
- il Duca di Gualdo, liquore alle erbe simile al Fernet Branca; è servito anch'esso come digestivo.[4]
- il Tilus, amaro prodotto con tartufo ed erbe aromatiche della repubblica, ha un intenso profumo ed è consigliato come digestivo o, aggiungendo dell'acqua, come dissetante.